# Jacenty Dąmbski

Herb Godziemba

Jacenty (Jacek) Dąmbski z Dąbia herbu Godziemba (zm. 1676) – kanonik gnieźnieńskiej kapituły katedralnej  w 1645 roku, kasztelan konarski łęczycki, kasztelan biecki.

## Rodzina
Syn Piotra (zm. 1651), kasztelana konarskiego łęczyckiego i Anny Byszewskiej. Miał dwóch braci: Łukasza (zm. 1659), kanonika królewskiego oraz Jakuba. Był trzykrotnie żonaty: Pierwsza żona Anna Szydłowska herbu Tępa Podkowa, córka Jana i Katarzyny z Przytyka. Z małżeństwa tego urodziło się czworo dzieci: Anna Dąmbska, późniejsza żona Michała ze Smogorzewa Dunin-Wąsowicza, łowczego sandomierskiego. Synowie: Wojciech Dąmbski (zm. 1712), kasztelan sierpecki; Michał Dąmbski (zm. 1718), cześnik nowogródzki; Andrzej Karol Dąmbski (zm. 1683), łowczy sanocki, sędzia kapturowy biecki, dowódca 4 chorągwi dragonów podczas bitwy pod Wiedniem. Drugą żonę Barbarę Pigłowską herbu Leliwa poślubił 1661 roku. Trzecia żona Urszula Kalińska, córka Jakuba, rotmistrza królewskiego i podczaszego sanockiego i Zofii Skotnickiej. Z małżeństwa tego urodziła się córka Ludwika (zm. 1708), późniejsza żona Franciszka Michała Denhoffa herbu Dzik (zm. 1696), sekretarza pieczęci wielkiej koronnej, 2 voto Jana Andrzeja Sierakowskiego herbu Ogończyk (1640–1698), kasztelana bełskiego, 3 voto Piotra Potockiego herbu Pilawa (zm. 1726), kasztelana bełskiego i wojewody czernichowskiego. Zostając wdową Urszula Kalińska poślubiła Jana Kazimierza Zamoyskiego (zm. 1692), kasztelana halickiego i wojewody bełskiego.

## Pełnione urzędy
Początkowo kanonik gnieźnieński od 1645, po otrzymaniu święceń kapłańskich. Zrezygnował z życia duchownego po śmierci ojca został wybrany na stanowisko kasztelana konarskiego łeczyckiego w 1659 roku, następnie od 1663 pełnił urząd kasztelana bieckiego. Był elektorem Michała Korybuta Wiśniowieckiego z województwa krakowskiego w 1669 roku. Był wyznaczony na sejm do rozgraniczenia Śląska w 1670 roku. 

## Dobra majątkowe
Posiadał liczne dobra majątkowe: Broniszowo, Plechów z przyległościami nabyte od Gabriela Krasińskiego, kasztelana płockiego, Żuków, Ryków, Zastronie, Świeczany, Szerzyny, Brożyca i Morawiany.